# Politický výzkumný úřad ústředního výboru Komunistické strany Číny
Politický výzkumný úřad (čínsky v českém přepisu čeng-cche jen-ťiou-š’, pchin-jinem zhèngcè yánjiūshì, znaky zjednodušené 政策研究室), plným názvem Politický výzkumný úřad ústředního výboru Komunistické strany Číny (čínsky v českém přepisu čung-kuo kung-čchang-tang čung-jang wej-jüan-chuej čeng-cche jen-ťiou-š’, pchin-jinem zhōngguó gòngchǎndǎng zhōngyāng wěiyuánhuì zhèngcè yánjiūshì, znaky zjednodušené 中国共产党中央委员会政策研究室), je orgán ústředního výboru Komunistické strany Číny zodpovědný za poskytování politických doporučení, rozvoj stranické ideologie a vypracování stranických dokumentů a projevů stranických vůdců.
Administrativně je úřad na úrovni státního ministerstva. Ředitelem úřadu je od října 2020 Ťiang Ťin-čchüan.

## Seznam ředitelů
| Jméno                   | Portrét | Funkční období          |
| ----------------------- | ------- | ----------------------- |
| Wang Wej-čcheng 王维澄  | –       | srpen 1989 – srpen 1997 |
| Tcheng Wen-šeng 滕文生  | –       | srpen 1997 – říjen 2002 |
| Wang Chu-ning 王沪宁    |         | říjen 2002 – říjen 2020 |
| Ťiang Ťin-čchüan 江金权 |         | říjen 2020 – úřadující  |